# The Final Cut (Album)
The Final Cut ist ein 1983 erschienenes Album der britischen Rockband Pink Floyd. Der musikalische Stil des Albums unterscheidet sich stark von dem seiner Vorgänger, es ist ausgesprochen textlastig und musikalisch eher monoton. The Final Cut wurde alleine vom Bassisten Roger Waters erdacht und führte, nachdem der Keyboarder Richard Wright die Band bereits nach dem Vorgängeralbum The Wall verlassen hatte, zu weiteren Spannungen: Gitarrist David Gilmour trat auf dem Album kaum noch in Erscheinung, die Band spielte die Songs niemals live, und mit dem Ausstieg von Waters folgte bald darauf das vorläufige Ende von Pink Floyd.
Das Album ist Roger Waters’ Vater Eric Fletcher Waters gewidmet und trägt den Untertitel A Requiem for the Post War Dream.

## Entstehung und Einfluss auf die Band
Der Bassist und hauptsächliche Songwriter der Band Pink Floyd, Roger Waters, verlor schon als Kleinkind seinen Vater, der in der Schlacht bei Anzio im Zweiten Weltkrieg fiel. Die Kriegsthematik, vor allem die schweren Traumata, die ein Krieg mit sich bringt, verarbeitete Waters bereits stellenweise im Album The Wall, mehr noch im dazugehörigen Film. Neu angefacht wurde die Auseinandersetzung Waters’ mit militärischen Konflikten, als 1982 der Falklandkrieg zwischen Großbritannien und Argentinien geführt wurde. Waters stand dem Waffengang sehr ablehnend gegenüber. Bewegt von diesem Ereignis entwickelte er die Idee und Struktur für ein neues, sehr politisches Album und konnte dafür auf älteres Material der Band zurückgreifen. So wollte man unter dem Titel Spare Bricks einen Soundtrack zum The-Wall-Film veröffentlichen, nach seinen Erlebnissen mit dem Falklandkrieg, den er als vollkommen überflüssig und fatal ansah, entschied sich Waters jedoch dazu, die im Soundtrack enthaltene Musik für sein in Planung befindliches Album zu verwenden.
Zu Spare Bricks gehörten auch bereits ausgearbeitete Stücke, die Waters schon für The Wall vorgesehen hatte, welche damals jedoch von den anderen Musikern abgelehnt worden waren. Das Album ging unter dem Titel The Final Cut in die weitere Bearbeitung, wobei es zu Konflikten zwischen Waters und dem Gitarristen David Gilmour kam, der die Stücke aus Spare Bricks als zu schwach und nicht ausgereift ansah. Bereits während der Produktion von The Wall distanzierten sich die Bandmitglieder zusehends voneinander – eine Entwicklung, die sich während der Arbeiten an The Final Cut fortsetzte.
Richard Wright war bei diesem Album bereits nicht mehr Mitglied der Band. Die beiden verbleibenden Mitglieder neben Waters, David Gilmour und Schlagzeuger Nick Mason, wurden während der Produktion des Albums lediglich ins Studio bestellt, um ihre jeweiligen Instrumentalparts einzuspielen. Dementsprechend gering fällt auch ihr musikalischer Einfluss aus: Gilmour spielte einige Gitarrensoli für das Album, ansonsten wurde es aber vollkommen von Roger Waters verfasst und ist im Grunde ein Soloalbum. Vor allem der starke Stilwechsel des Albums im Vergleich zu seinen Vorgängern sorgte für Spannungen innerhalb der Band. Es ist das einzige Pink-Floyd-Album, in dem Waters bei jedem Song als alleiniger Autor der Musik und der Texte geführt wird. An den Aufnahmen wirkten Michael Kamen, Andy Bown, Ray Cooper, Andy Newmark und Raphael Ravenscroft mit. Es wurde in acht verschiedenen Studios aufgenommen.
Zwar wurde das Album unter dem Namen „Pink Floyd“ veröffentlicht, bezeichnenderweise aber mit dem Zusatz „by Roger Waters, performed by Pink Floyd“. Nach der Veröffentlichung des Albums am 23. März 1983 war Roger Waters an keinem weiteren Pink-Floyd-Album beteiligt, er verließ die Band 1985 wegen starker Meinungsverschiedenheiten und erklärte die Gruppe für aufgelöst, was bei David Gilmour und Nick Mason als letzten verbleibenden Mitgliedern aber auf Widerstand stieß.

## Bandentwicklung nachThe Final Cut
Nach The Final Cut gingen die Bandmitglieder zunächst getrennte Wege. David Gilmour veröffentlichte sein zweites Soloalbum About Face, das er mit einer ausgedehnten Tour promotete. Roger Waters brachte sein bereits zu Zeiten von The Wall komponiertes Werk The Pros and Cons of Hitch Hiking heraus. Auch Richard Wright veröffentlichte – zusammen mit Dave Harris unter dem Bandnamen Zee – ein Album namens Identity. Nick Mason erarbeitete gemeinsam mit Rick Fenn sein Soloalbum Profiles.
Erst 1987 erschien mit A Momentary Lapse of Reason das nächste Pink-Floyd-Album, diesmal ohne Roger Waters, in der Besetzung David Gilmour, Nick Mason und Richard Wright, der zu diesem Zeitpunkt aber aus juristischen Gründen kein offizielles Mitglied der Band war.

## Handlung
The Final Cut ist, wie viele andere Pink-Floyd-Alben, ein Konzeptalbum; die Stücke haben starken Bezug zueinander und bauen aufeinander auf. In gewisser Weise schließt The Final Cut auch an seinen Vorgänger an: Wie bereits bei The Wall verarbeitet Waters wieder autobiografisches Material – erneut den Tod seines Vaters im Zweiten Weltkrieg. Gleichzeitig zieht er Rückschlüsse auf die britische Gesellschaft unter Margaret Thatcher und den Falklandkrieg. Im Song The Fletcher Memorial Home wird eine Vision aufgebaut, nach der alle tyrannischen Könige und Kriegstreiber der Welt an einem einzigen Ort in einer Art „Heim“ (Fletcher Memorial nach Waters’ Vater) untergebracht werden, in dem sie keinen Schaden anrichten können. Die scheinbare Harmlosigkeit verliert das Stück spätestens an seinem Ende, an dem die Frage steht, ob nun alle schon „drin“ seien, damit die „Endlösung“ auf sie angewendet werden könne. Two Suns in the Sunset beschwört das Szenario eines Atomkriegs herauf und bildet einen abschließenden Aufruf zum Weltfrieden – eine Botschaft, die das gesamte Album prägt.

## Cover, Veröffentlichung und Live-Auftritte
Das Front-Cover von The Final Cut zeigt mehrere Stoffstreifen, die auf einem schwarzen Hintergrund aufgelegt sind. Es handelt sich dabei um britische (und Commonwealth) Militär-Abzeichen aus dem Zweiten Weltkrieg. Das Cover wurde allein von Roger Waters kreiert, was es unter Pink-Floyd-Alben einzigartig macht. Seit dem Album A Saucerful of Secrets übernahm die Hipgnosis-Designwerkstatt unter Storm Thorgerson die Gestaltung von Pink-Floyd-LP-Covern. Thorgerson wirkte bei späteren Alben wie Pulse jedoch erneut an der Covergestaltung mit.
Nach seiner Veröffentlichung wurde The Final Cut größtenteils sehr negativ aufgenommen; als Kurt Loder das Album in der Zeitschrift Rolling Stone als Meisterwerk pries, blieb dies eine Ausnahme. Sowohl Fans als auch viele Kritiker warfen Waters Gier nach den alleinigen Rechten am Songmaterial und Egomanie vor, und der starke musikalische Stilwechsel des Albums fand trotz der aktuellen Thematik wenige Befürworter. Eine zunächst geplante Tour zu The Final Cut wurde abgesagt. Begleitend zum Album kam ein Video mit demselben Titel heraus, in dem vier der zwölf Titel filmisch umgesetzt wurden. In dem Film wirkt außer Roger Waters keines der übrigen Bandmitglieder mit.
Später führte Waters häufig Stücke aus The Final Cut live auf. Die übrigen Mitglieder von Pink Floyd hatten keine Rechte an den Songs, und es ist offen, ob sie an einer Aufführung des Albums überhaupt interessiert gewesen wären. Trotz allem erschienen The Fletcher Memorial Home sowie When the Tigers Broke Free auf dem Compilationsalbum Echoes: The Best of Pink Floyd.

## Rezeption
Stephen Thomas Erlewine verlieh dem Album in Allmusic lediglich drei von fünf Sternen und schrieb, dieses Album sei in vielerlei Hinsicht fast undurchdringlich, aber mit seiner Wut, der Betonung der Texte und den Klangtexturen sei es klar, dass es das Album ist, das Waters beabsichtigt hatte. Und es werde ebenso klar, dass Pink Floyd in dieser Richtung nicht weitermachen konnte – Waters hatte kein Interesse mehr daran, die Gruppe zusammen zu halten, wie diese Platte zeige, die in vielerlei Hinsicht kaum ein Floyd-Album sei. Sicherlich unverwechselbar, aber nicht leicht zu lieben und, je nach Sichtweise, nicht einmal so leicht zu bewundern.

## Trivia
- Im Jahr 2004 wurde das Album neu veröffentlicht. Wie ursprünglich geplant, wurde der dem Film The Wall entnommene Titel When the Tigers Broke Free an vierter Stelle vor The Hero’s Return eingefügt.
- Einige der Titel wie Southampton Dock und The Fletcher Memorial Home spielte Waters auch auf seiner Welttournee 2006/07.
- Wegen seines immensen Einflusses auf das Album wird es auch häufig als Waters’ erstes Soloalbum bezeichnet.
- Die Geräuscheffekte des Albums (Flugzeug, herumgereichter Klingelbeutel etc.) wurden in Kunstkopf-Stereofonie aufgezeichnet.
- The Final Cut ist das letzte Studioalbum von Pink Floyd, bei dem der Albumtitel auch der Titel eines Liedes ist.

## Titelliste
Alle Stücke wurden von Roger Waters geschrieben.
Original LP
Erste LP-Seite
1. The Post War Dream – 2:56 min
2. Your Possible Pasts – 4:38 min
3. One of the Few – 1:14 min
4. The Hero’s Return – 2:35 min
5. The Gunner’s Dream 5:29 min
6. Paranoid Eyes – 3:35 min

Zweite LP-Seite
1. Get Your Filthy Hands off My Desert – 1:19 min
2. The Fletcher Memorial Home – 4:11 min
3. Southampton Dock – 2:14 min
4. The Final Cut – 4:44 min
5. Not Now John – 5:02 min
6. Two Suns in the Sunset – 5:16 min

Wiederveröffentlichung des Albums auf CD
1. The Post War Dream – 2:56 min
2. Your Possible Pasts – 4:38 min
3. One of the Few – 1:14 min
4. When the Tigers Broke Free – 3:16 min
5. The Hero’s Return – 2:35 min
6. The Gunner’s Dream 5:29 min
7. Paranoid Eyes – 3:35 min
8. Get Your Filthy Hands off My Desert – 1:19 min
9. The Fletcher Memorial Home – 4:11 min
10. Southampton Dock – 2:14 min
11. The Final Cut – 4:44 min
12. Not Now John – 5:02 min
13. Two Suns in the Sunset – 5:16 min

Auf der Wiederveröffentlichung von 2004 wurde als vierter Track When the Tigers Broke Free eingefügt.

## Kommerzieller Erfolg

### Chartplatzierungen
| ChartsChartplatzierungen       | Höchstplatzierung | Wochen |
| ------------------------------ | ----------------- | ------ |
| Deutschland (GfK)              | 1 (27 Wo.)        | 27     |
| Österreich (Ö3)                | 3 (13 Wo.)        | 13     |
| Schweiz (IFPI)                 | 82 (1 Wo.)        | 1      |
| Vereinigte Staaten (Billboard) | 6 (23 Wo.)        | 23     |
| Vereinigtes Königreich (OCC)   | 1 (25 Wo.)        | 25     |

| ChartsJahrescharts (1983) | Platzierung |
| ------------------------- | ----------- |
| Deutschland (GfK)         | 14          |
| Österreich (Ö3)           | 15          |

### Auszeichnungen für Musikverkäufe
| Land/Region                  | Auszeichnungen für Musikverkäufe (Land/Region, Auszeichnung, Verkäufe) | Verkäufe  |
| ---------------------------- | ---------------------------------------------------------------------- | --------- |
| Deutschland (BVMI)           | Gold                                                                   | 250.000   |
| Frankreich (SNEP)            | Gold                                                                   | 100.000   |
| Italien (FIMI)               | Gold                                                                   | 25.000    |
| Neuseeland (RMNZ)            | 3× Platin                                                              | 60.000    |
| Niederlande (NVPI)           | Gold                                                                   | 50.000    |
| Österreich (IFPI)            | Gold                                                                   | 25.000    |
| Spanien (Promusicae)         | Gold                                                                   | 50.000    |
| Vereinigte Staaten (RIAA)    | 2× Platin                                                              | 2.000.000 |
| Vereinigtes Königreich (BPI) | Gold                                                                   | 100.000   |
| Insgesamt                    | 7× Gold · 5× Platin ·                                                  | 2.660.000 |

Hauptartikel: Pink Floyd/Auszeichnungen für Musikverkäufe